# Kirche Mutter Gottes vom Berge Karmel (Rositz)

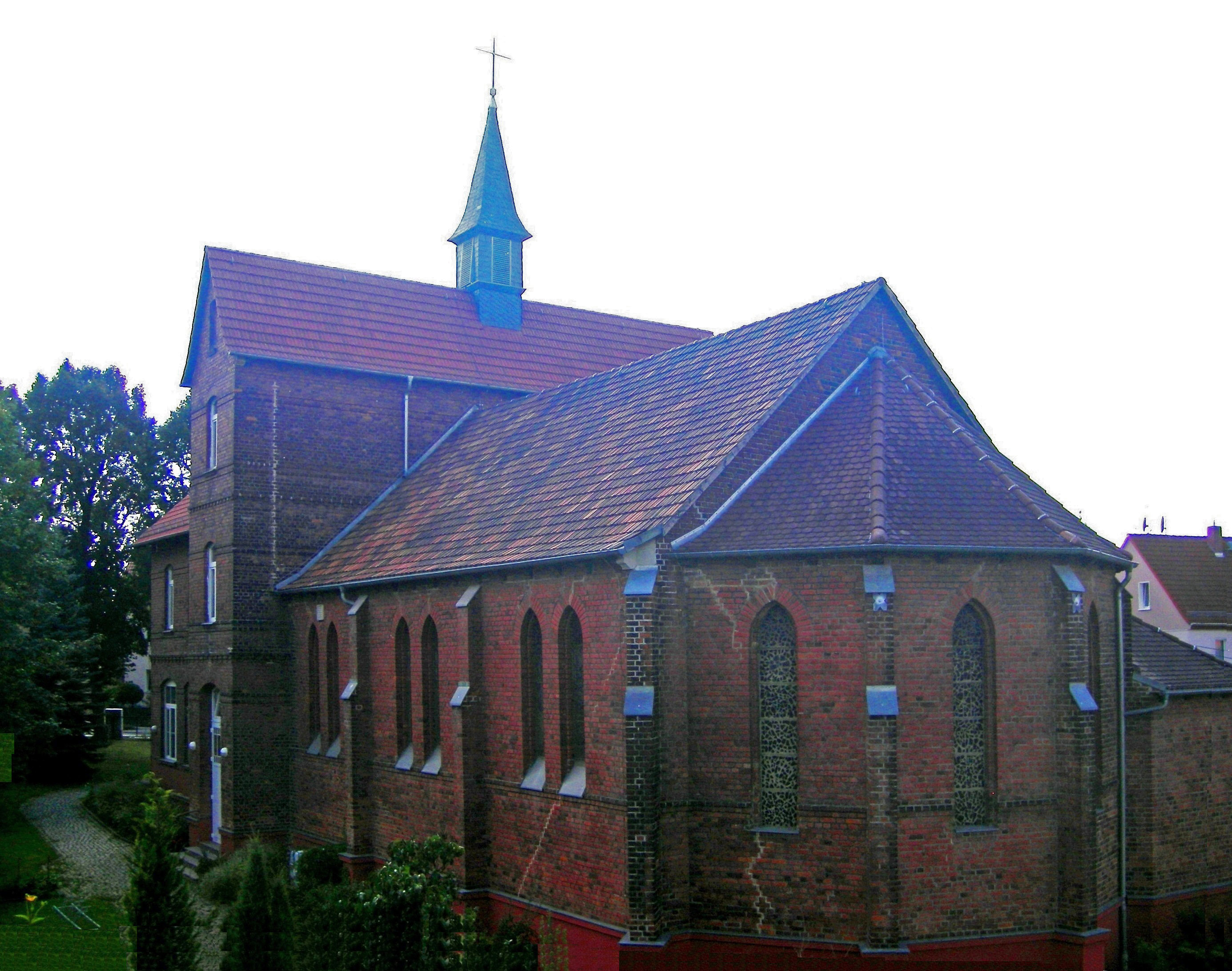
Kirche Mutter Gottes vom Berge Karmel in Rositz

Die römisch-katholische Kirche Mutter Gottes vom Berge Karmel steht in der Gemeinde Rositz im Landkreis Altenburger Land in Thüringen.

## Geschichte
Nachdem sich in Rositz mit der Industrialisierung Arbeiter aus Bayern, Polen und Schlesien angesiedelt hatten, die überwiegend römisch-katholisch waren, gründete der Pfarrer Riedel am 30. Juli 1893 den katholischen Arbeiterverein St. Josef, aus dem am 2. September 1900 der katholische Schulverein e. V. entstand. Um 1900 zählte das katholische Kirchspiel schon 630 Gläubige. Am 20. Mai 1902 konnte die Weihe der neu errichteten Kirche stattfinden. Der katholische Arbeiterverein stiftete die Turmglocke. Die mechanische Orgel wurde 1904 von der Orgelbauwerkstatt Eule in Bautzen gebaut.
Im Rahmen eines Strukturprozesses im Bistum Dresden-Meißen entstand am 12. Januar 2020 die heutige Pfarrei Erscheinung des Herrn mit Sitz in Altenburg, der die Kirche zugeordnet wurde. Die Pfarrei Mutter Gottes vom Berge Karmel in Rositz wurde in diesem Zusammenhang aufgelöst. Zur Pfarrei Erscheinung des Herr gehören neben der Kirche Mutter Gottes vom Berge Karmel in Rositz auch die Kirchen Erscheinung des Herrn in Altenburg, St. Joseph der Arbeiter in Lucka, Mariä Unbefleckte Empfängnis in Schmölln und St. Elisabeth in Zipsendorf.

## Ausstattung
Der neugotische Schnitzaltar wurde im Zweiten Weltkrieg wegen der Bombenangriffe auf die Industrieanlagen nach Kriebitzsch ausgelagert. Der Chor der Kirche wurde durch Luftangriffe völlig zerstört, wertvolle Ausstattung ging verloren. 1960 wurde der Chor neu gebaut. Unter der Empore wurde eine Stahlträgerkonstruktion zur Stabilisierung eingebaut.
1961 erfolgte der Umbau des gesamten Kirchenschiffs. Künstler gestalteten den Raum bildlich mit kirchlichen Motiven. Das Dach wurde neu gedeckt.